# Ліхтарна акула Перрі
Ліхтарна акула Перрі (Etmopterus perryi) — акула з роду Ліхтарна акула родини Ліхтарні акули. Отримала назву на честь зоолога Перрі Гілберта. Інша назва «дрібна ліхтарна акула».

## Опис
Загальна довжина досягає 17-21,2 см. Спостерігається статевий диморфізм: самиці більше за самців. Голова довга (іноді сягає 1/4 довжини тіла), трохи сплощена. Очі відносно великі, їх розріз сильно витягнутий. Очі світяться зеленим світлом у темряві. Позаду них, трохи вище є невеликі бризкальця. Ніздрі великі, дещо прикриті слабкорозвиненими шкіряними складками. На верхній щелепі 25-32 зуба з 1 горбиком, до якого прилягають 2 пари менших горбиків, на нижній — 30-34 з 1 сильно скошеним горбиком. Основи зубів розташовані близько один від одного, утворюючи суцільну ріжучу крайку. У неї 5 пар невеликих зябрових щілин. У роті та по краях зябрових щілин розкидані смакові сосочки. Тулуб короткий, торпедоподібний. Шкіру вкрито рідкими, голкоподібними зубчиками. Має 2 великих спинних плавця з колючими шипами, що починаються перед ними. Перший плавець розташовано позаду грудних. Задній плавець майже у 2 рази більше за передній, а також більше за грудні та черевні плавці. Анальний плавець відсутній. Хвостовий плавець гетероцеркальний.
Забарвлення темно-коричневе з чітким малюнком з темних смуг на череві, а також довгою темною смугою уздовж спини. Кінчик хвостового плавця темніший, на нижній стороні плавця є темна пляма. Частина темних смуг має фотофори, що світяться у темряві, інші — хроматофори.

## Спосіб життя
Тримається на глибині між 283 та 439 м. Воліє до краю континентального шельфу. Доволі активна акула. Живиться креветками та іншими дрібними ракоподібними, молоддю молюсків, морськими червами, мальками риб.
Це яйцеживородна акула. Самиця народжує 2-3 дитинча завдовжки 5,5-6 см.

## Розповсюдження
Зустрічається в невеликому ареалі біля Колумбії та Венесуели — між містами Барранкілья до Санта-Марта, біля півострова Гуахіра, а також між островами Лос-Тестігос та Гренада.